# Пробообробна машина

Пробообробна машина рос. проборазделочная машина, англ. sample processing machine, sample conditioner, нім. Probenteilgerät n – машина для обробки первинних проб, зокрема дроблення, подрібнення зі скороченням їх до заданої маси і діленням на потрібну кількість частин.
Механізована обробка відібраних спільних проб може здійснюватись за двома варіантами:
1) до крупності і маси лабораторної проби в машинах типу МПЛ;
2) до крупності і маси аналітичної проби в машинах типу МПА.
Пробообробна машина МПЛ-300 (рис. 1) призначена для обробки спільних проб крупністю до 300 мм і вологістю до 18 % з метою приготування лабораторних проб крупністю 0 – 3 мм. Спільна проба, що відбирається пробовідбирачем ківшевого (або іншого) типу 1 і накопичується у збірнику 2, надходить у П.м. Тут стрічковим живильником 3 проба подається у молоткову дробарку 4, де вона дробиться до 25 мм. Потім за допомогою багатоківшевого скорочувача 5 проба скорочується і направляється у проміжний бункер 6, звідки вона потрапляє на другу стадію дроблення у молотковій дробарці 8. Дроблена до 3 мм проба повторно скорочується ківшевим скорочувачем 9 до маси лабораторної проби і розподілювачем 10 ділиться на необхідне число лабораторних проб 11. Залишок переробленої проби 12 видаляється з машини.
Пробообробна машина МПА-150 (рис. 2) призначена для обробки спільних проб кам’яного вугілля, антрацитів, горючих сланців крупністю до 150 мм з метою приготування аналітичної і лабораторної проб. Первинна проба стрічковим живильником 3 подається у молоткову дробарку 4, де вона дробиться до 3 мм. Під молотковою дробаркою 4 встановлено скорочувач 5 з подвійним ковшем, що дозволяє виділити дві проби, одна з них надходить у збірник лабораторної проби Л, а друга – в піч 6 для сушіння при температурі 115 ± 10°С. Підсушена до повітряно-сухого стану проба шнековим живильником 7 направляється у молотковий млин 8, де подрібнюється до 0,2 мм. Лотковим розподілювачем 9 подрібнена проба ділиться на необхідне число аналітичних проб 10. Залишок переробленої проби 11 видаляється з машини. 
Технічні характеристики пробообробних машин наведені в табл. 

Тип пробообробної машини обирають залежно від крупності й вологості матеріалу первинної проби та вимог, що висуваються до кінцевої (обробленої) проби.